# Міріам Тлалі
Міріам Масолі Тлалі (англ. Miriam Masoli Tlali; 11 листопада 1933, Доорнфонтейн, Йоганнесбург, ПАР) — південноафриканська письменниця. Перша чорношкіра жінка з ПАР, яка опублікувала роман. Вона також однією із перших почала писати про Совето.

## Біографія
Міріам Тлалі народилася 11 листопада 1933 у Доорнфонтейн, Йоганнесбург, ПАР. Вона ходила до англіканської школи Св. Кипріяна, а потім до середньої школи Мадібане (англ. Madibane). Маріам вчилася у Вітватерсрандському університеті, який невдовзі було закрито для чорношкірих через політику апартеїду. Потім вона продовжила навчання в університеті Рома (Лесото), яке вона була змушена покинути через брак коштів, і стала діловодом.
Її перша книга, «Мюріель у Метрополітен» (англ. Muriel at Metropolitan) (1979; первинна назва — «Між двох світів» (англ. Between Two Worlds) є напівавтобіографічним романом, «точка зору якого є новою для південноафриканської літератури». Серед її пізніших робіт є «Амандла» (англ. Amandla) (1980), «Міхлоті» (англ. Mihloti) (1984) та «Сліди на болоті» (англ. Footprints in the Quag) (1989).

## Читати далі
- Bernth Linfors and Reinhard Sander, Twentieth-Century Caribbean and Black African Writers, Detroit: Gale Research, 1996. (англ.)
- Derek Attridge and Rosemary Jane Jolly, Writing South Africa: Literature, Apartheid and Democracy 1970–1995, Cambridge (UK) and New York: Cambridge University Press (New York), 1998. (англ.)
- Christina Cullhed, Grappling with Patriarchies: Narrative Strategies of Resistance in Miriam Tlali's Writings. Uppsala University. Doctoral dissertation, 2006. (англ.)
- Sarah Nuttall, «Literature and the Archive: The Biography of Texts», in Carolyn Hamilton (ed.), Refiguring the Archive, Cape Town: David Philip, 2002. (англ.)